# Książęta pomorscy

Herb ks. pomorskiego

Książęta pomorscy – władcy Pomorza od co najmniej XI w.
Biskupstwo w Kołobrzegu utworzone w 1000 w ramach państwa pierwszych Piastów, zostało zniszczone ok. 1007. Państwo piastowskie rozpadło się w latach 30. XI wieku, ale zostało ponownie zjednoczone przez Kazimierza Odnowiciela, który wygrał kilka bitew z Pomorzanami w 1047. Według Kroniki Galla Anonima panowanie nad Pomorzem stracił król Bolesław Śmiały.
Pierwszym pisanym śladem władców pomorskich jest wzmianka z 1046 o księciu Siemomyśle (Zemuzil dux Bomeranorum). Kronika Galla Anonima (napisana w 1113) wspomina kilku książąt pomorskich: Świętobora, Gniewomira i nienazwanego księcia obleganego w Kołobrzegu.
W wyniku trzech kampanii wojskowych w 1116, 1119 i 1121 całe Pomorze zostało opanowane przez polskiego księcia Bolesława Krzywoustego i podzielone na cztery części: Pomorze Gdańskie z Gdańskiem znalazło się pod bezpośrednią kontrolą Polski, w której książę Bolesław ustanowił swojego namiestnika; Pomorze Środkowe ze Słupskiem i Sławnem stało się polskim lennem rządzonym przez księcia Racibora, a Pomorze Zachodnie z Kamieniem, Kołobrzegiem i Białogardem polskim lennem rządzonym przez księcia Warcisława. Szczecin i Wolin były półniezależnymi republikami miejskimi podległymi władzy księcia polskiego.
Polscy namiestnicy Pomorza Wschodniego przekształcili się stopniowo w częściowo niezależnych książąt, którzy rządzili do 1294. W różnych okresach podlegali Polsce i Danii. Księstwo było okresowo podzielone na dzielnice ze stolicami w Gdańsku, Białogardzie, Świeciu, Lubiszewie i Tczewie.
Warcisław I, książę Pomorza Zachodniego, został protoplastą dynastii Gryfitów rządzącej księstwem do 1637. Książętom udało się zebrać różne terytoria po obu stronach Odry i dlatego w różnych okresach byli wasalami Polski oraz Cesarstwa Rzymskiego. Księstwo było okresowo podzielone na dzielnice ze stolicami w Szczecinie, Wołogoszczy, Bardzie, Darłowie, Dyminie, Słupsku i Stargardzie.
Rugia (Rana) została podbita przez Duńczyków w 1168, a lokalny władca Jaromar I dał początek dynastii książąt rugijskich, rządzącej księstwem jako wasale królów duńskich do 1325. Potem księstwo rugijskie przypadło dynastii zachodniopomorskiej.

## Pierwsi władcy pomorscy
- Siemomysł (wzmiankowany w 1046)
- Świętobor (ok. 1060–1106)
- Świętopełk (1106-ok. 1113)

Pojawiły się hipotezy, że władcami Pomorza mogli być też:
- Świętopełk Mieszkowic (syn Mieszka I),
- Wrytsleof, który przebywał w 1026 na dworze Kanuta Wielkiego w Anglii,
- Dytryk.

## Biskupstwo kamieńskie (Koszalin, Kołobrzeg)
Niezależne państwo biskupie utworzone w 1163 na ziemi koszalińsko-kołobrzeskiej.
Biskupi katoliccy:
- 1163–1185 Konrad I
- 1186–1191 Zygfryd I
- 1191–1219 Zygwin I
- 1219–1233 Konrad II
- 1233–1241 Konrad III
- 1244–1251 Wilhelm I
- 1251–1289 Hermann von Gleichen
- 1289–1293 Jaromir I Rugijski
- 1294–1296 Wiesław (elekt)
- 1296–1300 Piotr I
- 1300–1301 Ginter
- 1301–1317 Henryk von Wacholz
- 1317–1324 Konrad IV
- 1324 Jan von Goettingen (elekt)
- 1324 Henryk von Hanneberg (elekt)
- 1324–1330 Wilhelm II (Arnold von Eltz)
- 1330–1343 Fryderyk I von Eickstedt
- 1343–1370 Jan I Wettin
- 1370–1385 Filip I von Rehberg
- 1385–1386 Jan II Willekini
- 1386 Bogusław VIII Gryfita (elekt)
- 1386–1394 Jan III Brunonis
- 1394–1398 Jan IV Kropidło (Piast)
- 1398–1410 Mikołaj I Schippenbeil
- 1410–1424 Magnus Wettin
- 1424–1446 Zygfryd II von Boock
- 1446–1468 Henning Iven
- 1468 Henning Kesseboge (elekt)
- 1472 Ludwik von Eberstein (elekt)
- 1472–1478 Mikołaj II von Tuengen
- 1479–1482 Marinus von Fregeno
- 1482–1485 Angelos von Sessa
- 1485 Mikołaj Westphal
- 1485–1498 Benedykt Wallenstein
- 1498–1521 Marcin von Karith
- 1521–1544 Erazm von Manteuffel

Biskupi protestanccy:
- 1544–1549 Bartłomiej Swawe
- 1549–1556 Marcin II Wejher z Łeby
- 1557–1573 Jan Fryderyk (także książę pomorski z dynastii Gryfitów)
- 1573–1602 Kazimierz VII (także książę pomorski z dynastii Gryfitów)
- 1602–1618 Franciszek (także książę pomorski z dynastii Gryfitów)
- 1618–1622 Ulryk (także książę pomorski z dynastii Gryfitów)
- 1622–1637 Bogusław XIV (także książę pomorski z dynastii Gryfitów)
- 1637–1648 Ernest Bogusław von Croy

Od 1648 w składzie Brandenburgii, której władcy (od 1701 królowie pruscy) nosili tytuł książąt pomorskich do 1918.

## Księstwo rugijskie/rańskie (1162–1478)

### Dynastia rugijska
1168–1325 księstwo wasalne królów Danii
- 1162–1170 Tesław
- 1170–1218 Jaromar I
- 1218–1221 Barnuta
- 1221–1249 Wisław I
- 1246–1260 Jaromar II
- 1260–1302 Wisław II razem z Jaromarem III
- 1268–1282 Jaromar III
- 1302–1304 Sambor w Stralsundzie
- 1286–1325 Wisław III na Rugii

### Dynastia Gryfitów
Od 1325 do książąt (zachodnio)pomorskich jako księstwo wołogosko-rugijskie, albo rugijsko-bardowskie
- 1325–1326 Warcisław IV
- 1326–1365 Bogusław V, Barnim IV Dobry, Warcisław V
- 1365–1368 Bogusław V, Warcisław V
- 1368–1372 Warcisław VI, Bogusław VI
- 1372–1394 Warcisław VI
- 1394–1415 Warcisław VIII
- 1415–1432/36 Świętobor II
- 1432/36–1451 Barnim VIII
- 1451–1457 Warcisław IX
- 1457–1478 Warcisław X

od 1478 w składzie ks. pomorskiego.

### Opracowania
- Bądkowski L., Samp W., Poczet książąt Pomorza Gdańskiego, Gdańsk 1974.
- Boras Z., Książęta Pomorza Zachodniego, Poznań 1969, 1978, 1996.
- Bruski K., Lokalne elity rycerstwa na Pomorzu Gdańskim w okresie panowania zakonu krzyżackiego, Gdańsk 2002.
- Kopicki E., Tabele dynastyczne, Wykazy panujących, [w:] Katalog podstawowych monet i banknotów Polski oraz ziem z historycznie z Polską związanych, T. IX, cz. I.
- Kozłowski K., Podralski J., Poczet książąt Pomorza Zachodniego, KAW, Szczecin 1985.
- Labuda G. (red.), Historia Pomorza, T. I-IV, Poznań-Toruń 1969–2003.
- Myślenicki W., Pomorscy sprzymierzeńcy Jagiellończyków, Wydawnictwo Poznańskie, Poznań 1979.
- Rymar E., Krewni i powinowaci książąt pomorskich w źródłach średniowiecznych (XII-początek XVI w.), „ Materiały Zachodniopomorskie”, vol. XXXI.
- Spors J., Podziały administracyjne Pomorza Gdańskiego i Sławieńsko-Słupskiego od XII do początków XIV w., Słupsk 1983.
- Ślaski K., Podziały terytorialne Pomorza w XII-XIII w., Poznań 1960.
- Śliwiński B., Poczet książąt gdańskich, Gdańsk 1997.

### Opracowania online
- Machura Z., O księżnych i książętach znanych z historii miasta Słupska; publikacja wydana z okazji X Jubileuszowego Jarmarku Gryfitów, Słupsk 2008.